# الطب العدلي (القضائي)
الطب الشرعي هو مصطلح واسع يستخدم لوصف مجموعة من التخصصات الطبية التي تتعامل مع فحص وتشخيص الأفراد الذين أصيبوا أو ماتوا بسبب أسباب خارجية أو غير طبيعية مثل التسمم أو الاعتداء أو الانتحار أو أشكال العنف الأخرى ، وتطبيق النتائج على القانون (أي قضايا المحاكم). الطب الشرعي هو فرع متعدد التخصصات يشمل ممارسة علم الأمراض الشرعي، و علم النفس الشرعي، وطب الأسنان الشرعي، والطب الشرعي للأشعة ، وعلم السموم الشرعي.   هناك فرعان رئيسيان للطب الشرعي؛ الطب الشرعي السريري؛ الطب الشرعي المرضي، مع كون حالة المريض العامل المختلف. في الطب الشرعي السريري ، يتم التحقيق في الصدمات للمرضى الأحياء ،  بينما يشمل الطب الشرعي المرضي فحص الصدمات التي يتعرض لها المتوفى لمعرفة سبب الوفاة. 
المصادر: